# An-32 (航空機)
An-32/Ан-32
An-32B
- 用途：多目的輸送機
- 設計者： KMZ
- 製造者： KMZ、KiAPO
- 運用者

-  ANTK アントーノウ
-  アヴィアーント
-  アエロフロート・ロシア航空
-  ウクライナ航空
-  スターペルー航空
-  ソ連空軍
-  ロシア空軍
-  インド空軍
-  メキシコ海軍他

- 初飛行：1976年7月9日
- 生産数：357機
- 生産開始：1983年
- 運用開始：1983年
- 運用状況：現役

An-32（アントノフ32；ロシア語：Ан-32アーン・トリーッツァヂ・ドヴァー；ウクライナ語：Ан-32アーン・トルィーッツャヂ・ドヴァー）は、ソ連・ウクライナ共和国のキエフ機械製作工場（KMZ；現ウクライナのANTK アントーノウ）で開発されたターボプロップ双発の多用途輸送機（Многоцелевой транспортный самолетムナガツェリヴォーイ・トランスポールトヌィイ・サマリョート）である。北大西洋条約機構（NATO）は、識別のために「クライン」（Cline）というNATOコードネームを割り当てた。1976年に初飛行した。

## 概要

### An-32
アントノフ設計局で開発された中型双発旅客機An-24は、規格型飛行機となった少数の例のひとつで、外貌の変更を伴ったいくつかの派生型が開発された。空のトラックとして開発されたAn-26は、尾部構造が新たに設計し直されていた。An-30は、ガラス張りの航法士席を備えていた。そして、このシリーズ最後の派生型となったのがAn-32であった。An-32は、An-26で不足となっていた高地や高温多湿地域での性能を向上させる目的で開発が始められた。

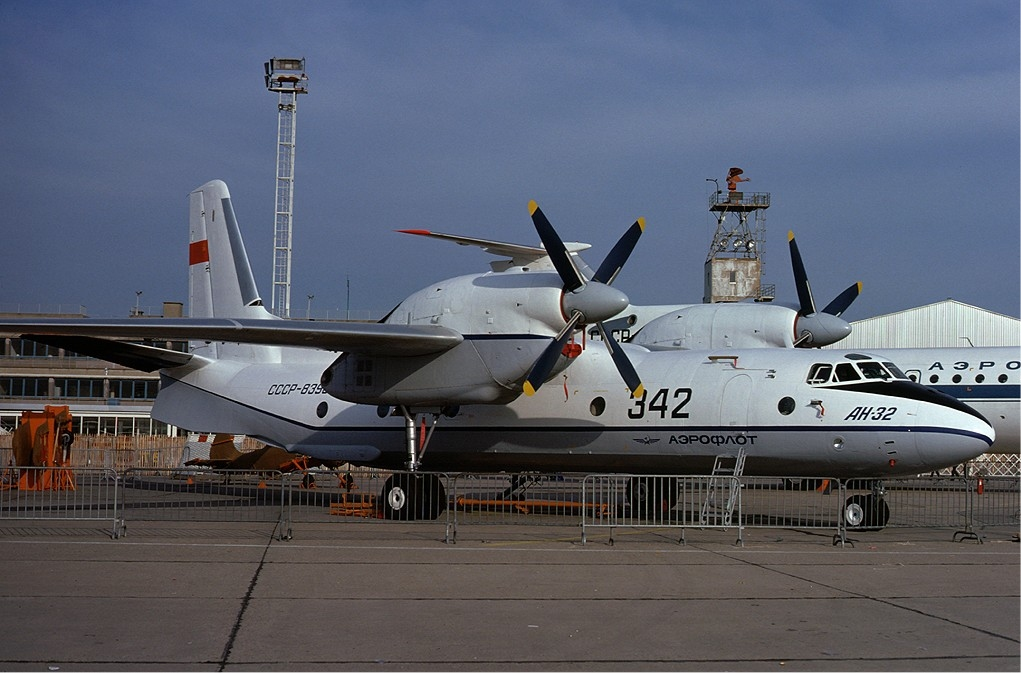
アエロフロートの保有したAn-32

航空機の飛行特性が気温変化や空気密度に甚だ敏感であるというのは、よく知られたことである。平野の飛行場であれば問題とならなくても、山岳地帯での離陸時におけるエンジンの馬力の欠点となると、これはただペイロードを強く制限するというだけではすまず、片側エンジン停止の際に大事故に繋がる恐れがある。極限下での運用が予定されたAn-32の製作に際しては、従来より強力なエンジンへの代替が求められた。この役目を果たすことのできる唯一の候補として、古いが手馴れたウクライナのイーフチェンコ設計局製ターボプロップエンジンAI-20D（АИ-20Д）が選択された。AI-20 シリーズは、An-12やBe-12、Il-38などの大型機に使用されてきた大出力のエンジンであった。An-32への搭載に際してはさらにその出力を増加させたため、エンジン出力はAn-26と比べほぼ倍となった。これにより、離着陸特性は向上され、機の貨物積載量も1,600kgに増加された。

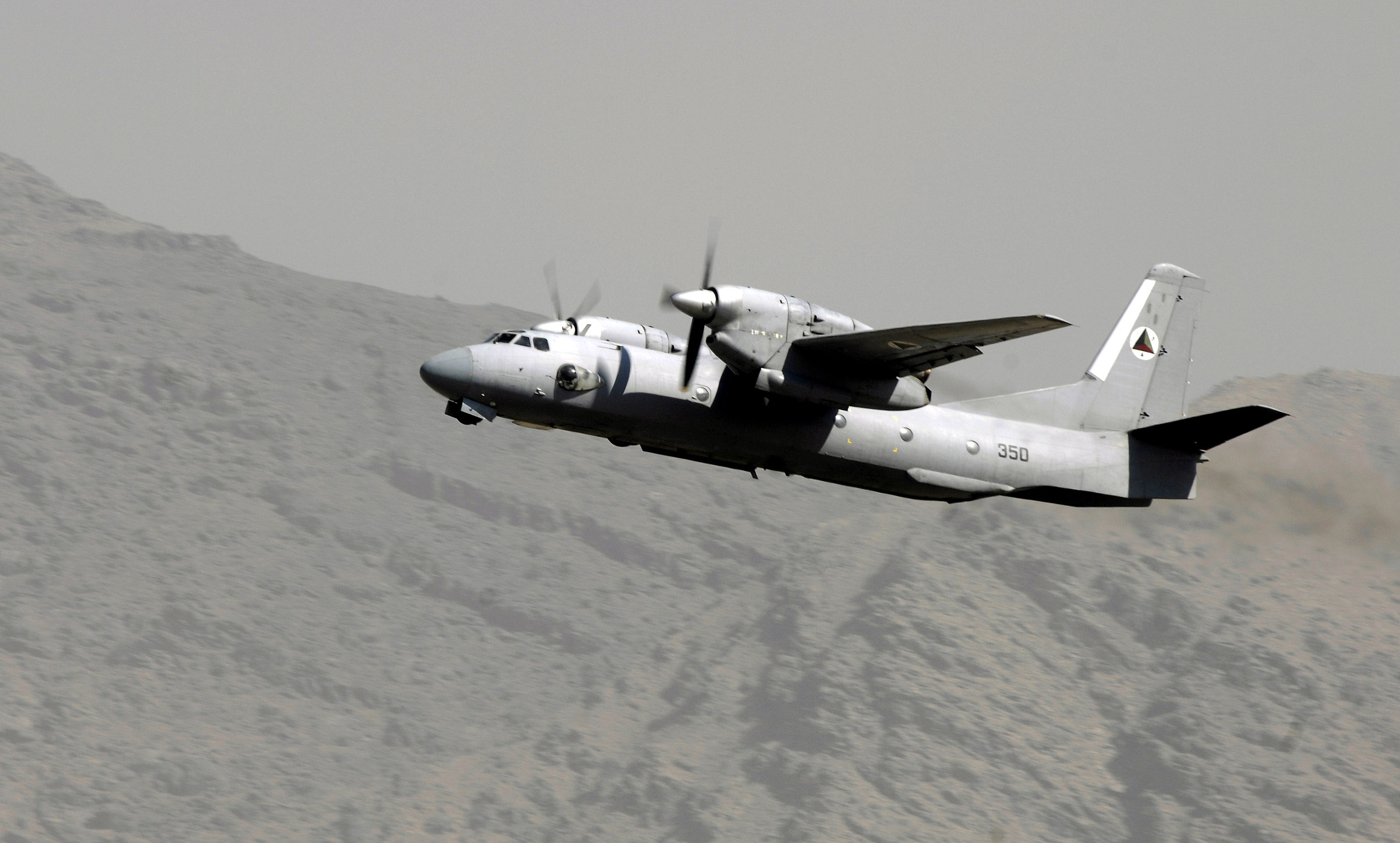
アフガニスタン空軍のAn-32

新しいエンジンの据え付けと続く主翼の補強は、機体重心の後方への移動を齎した。予備品の確保のため、縦および航路の安定性が水平翼と尾部端の面積の拡大によって確保されることとなった。水平翼面積は、An-26の9,973m2から10,225m2に増加された。貨物ハッチの寸法は従来のものが維持されたが、名目上の輸送重量は若干拡大された。機体には、優れた短距離離着陸性能が求められた。An-32には、座乗者50名または横たわった傷病者24名の短中距離輸送が予定された。An-32はまた、地上兵およびパラシュート降下兵42名または然るべき量の貨物の搭載が可能とされた。An-32は、悪天候下やあらゆる気候条件下で、昼夜を問わず摂氏プラス45度までの温度内で使用できた。
強力な動力装備は、高度4,500mまでの山岳地帯での急な機動での飛行を可能ならしめた。未舗装滑走路での機体の運用が想定されたため、脚部には低圧の圧縮空気タイヤが装備され、吸引された異物の命中によりタービン装置へ損傷が生じるのを防ぐため、エンジンは主翼上の高い位置に設置された。高出力のエンジンに対応してプロペラもAn-26よりかなり大直径のものが採用された。エンジンが主翼上面に設置されたことにより操縦席の視界が改善され、また、キャビン内の騒音レベルも低減された。また、補助発動機としてTG-16M（ТГ-16М）が右降着装置のフェアリング先端に搭載され、離陸時に主エンジンの補助として使用された。長距離移動能力の拡大のため、貨物区画内には追加の燃料タンク（4,500ℓ）の据え付けが準備された。胴体下面の牽引架には、それぞれ500kgまでの重量を積載できる4基のパラシュートコンテナの輸送が想定されていた。また、50-100kgの航空爆弾の運用も想定され、そこにはSAB-100（САБ-100）照明弾も搭載できた。爆弾投下と搭載物の空中投下には、NKPB-7（НКПБ-7）照準器が用いられた。NKPB-7は、機体左舷のブリスター窓内に配置された。

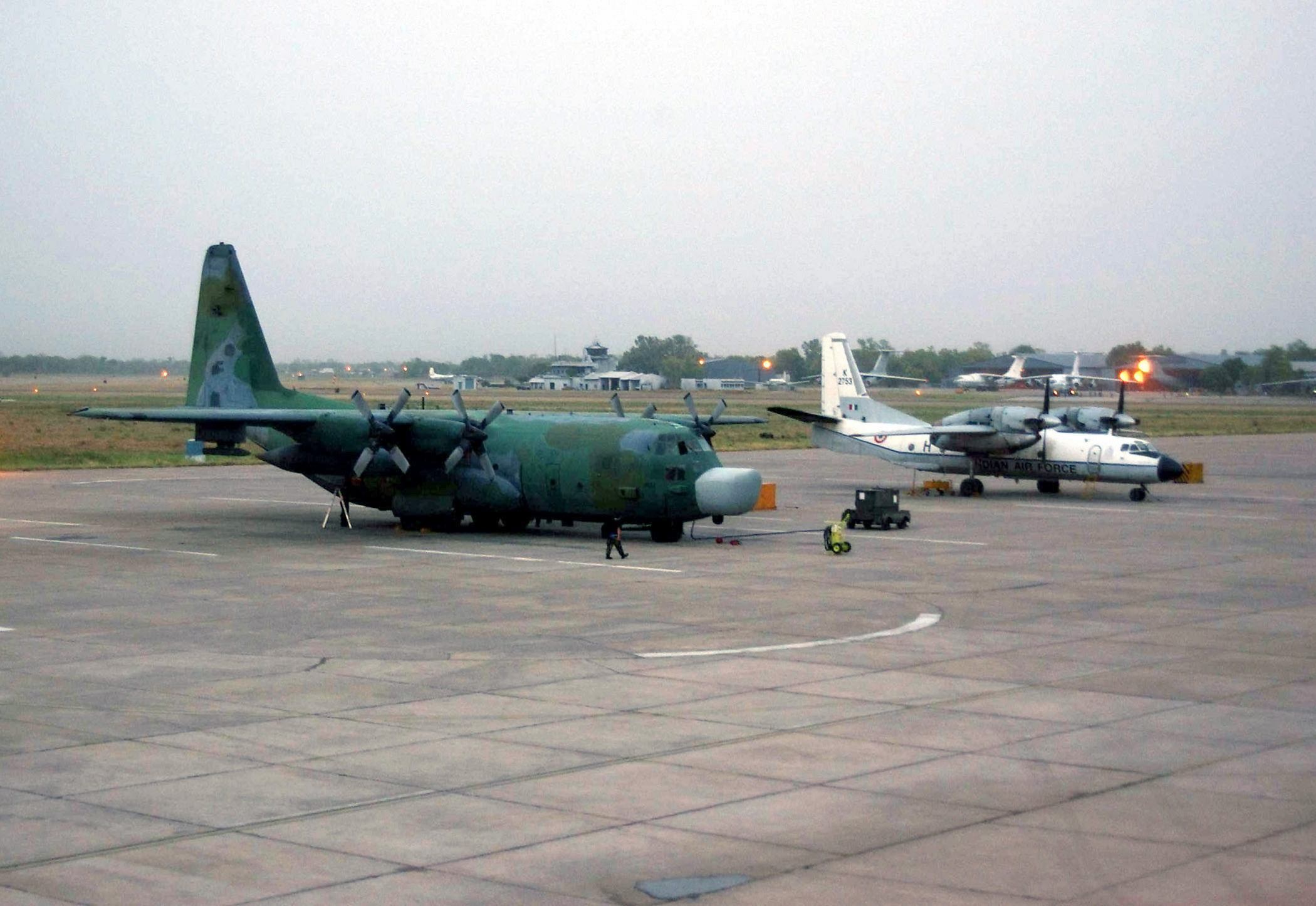
アメリカ空軍のMC-130Hと並んだインド空軍のサトレジ

An-32の工場での飛行試験は、1976年に始められた。しかしながら、機体の完成と証明は長引いた。ようやく1982年になってキエフ航空産業連合「労働（トルート）」（Киевский АПО «Труд»）での量産について決定がなされた。最初の量産機は1983年7月23日に飛行し、年内には海外への輸出も開始された。1990年までに、アフガニスタン、バングラデシュ、インド、ペルー、キューバ、ザンビア、カーボベルデへ合計214機が引き渡された。最大の導入国はインドで118機、ついでアフガニスタンが49機を導入した。
最も重要なAn-32の海外購入国はインドであった。インドでは1980年にAn-32の導入を決定したあと、サトレジ（Sutlej）の名称でライセンス生産を開始した。サトレジ（Sutlej、またはSatluj）とは、パンジャーブ地方を流れるサトレジ川のことである。An-32の優れた高温・高地性能が評価され、イタリアのアレーニア社製輸送機G.222、カナダのデ・ハビランド・カナダ社製DHC-5 バッファロー、イギリスのホーカー・シドレー社製アンドーバーといったライバル機を抑えての採用となった。

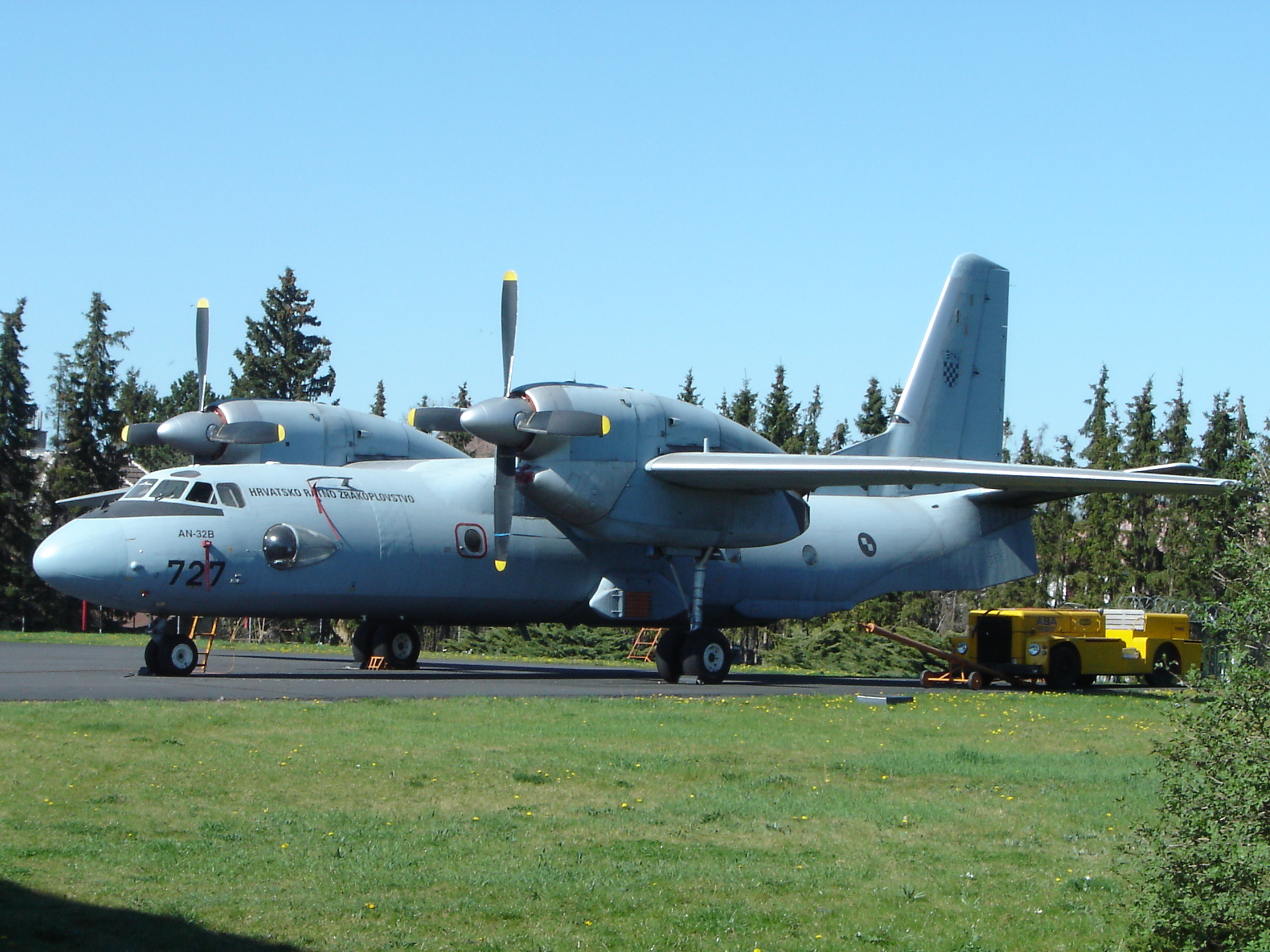
クロアチア空軍及び防空軍のAn-32B

1981年には、より効果的なメカニズムをもった新しい主翼と半径を減じた多翼プロペラをもつ派生型が完成された。An-24で試験されたこの新しいプロペラは、騒音の低下に寄与し、乗員室の騒音水準を客室内の水準にまで向上させた。しかし、この派生型の製作は中止された。1985年10月-11月にかけて、操縦士Yu・V・クルリン（Ю.В.Курлин）とA・V・トカチェーンコ（А.В.Ткаченко）、P・K・キリチューク（П.К.Киричук）は、An-32で14の高度における世界記録を樹立した。その中には、機体重量25,000kg級航空機の積載物なしでの最大高度12,010m、積載物5,000kgでの11,230mの記録も含まれた。これにより、An-32は自身の先駆者の評判をいくらか救うこととなった。まだ1988年のうちに、An-26が計画経済でも赤字営業であるということが明らかになった。一方、An-32の生産性はその1.5倍で、輸送費用は山岳地帯や熱帯地方の飛行場で運用されるAn-26と比べ40%低いということが判明した。
An-32は、機体の故障率も十分に低かった。An-32の事故はわずかに3件しか報告されていない。1992年4月、インド空軍の機体が墜落事故を起こした。一方、同年6月10日にはソ連の機体（登録番号：SSSR-48058）が墜落した。1996年1月8日には、乗員のミスで過積載となった「アントノフ機」が高度に達することができずにザイールのキンシャサ空港近くの市場へ畦を作って突っ込み、300名以上が押しつぶされたと報ぜられた。この大惨事の折の機体も、An-32であったとされる。

### An-32P
An-32P/Ан-32П
An-32P
- 用途：消防機
- 設計者： ANTK アントーノウ
- 製造者： ANTKアントーノウ、アヴィアーント
- 運用者

-  ANTK アントーノウ
-  アヴィアーント
-  リビアン・アラブ・エア・カーゴ
-  ウクライナ非常事態省

- 初飛行：1992年2月16日
- 運用状況：現役

An-32P（ウクライナ語：Ан-32Пアーン・トルィーッツャヂ・ドヴァー・ペー）は、ウクライナ独立後の1993年に初飛行を行った派生型で、森林火災の際に使用する消防機として開発された。
独立ウクライナのアントノフ科学技術総合では、従来の生産施設を生かして新しい機体の開発を継続する試みが行われた。その一環として、An-32の派生型としてエンジンをより高出力のものに変更するなどしたAn-32BやAn-32V シリーズが提案された。これらの機体では、新しいAI-20 シリーズSM（АИ-20 Серия СМ）やロールス・ロイス社製のAE2100の搭載も行われた。こうした中で、もっとも力の注がれた機体が空中消火活動に用いる機体となるAn-32Pであった。
任務の性格上、An-32Pには長時間の滞空における安全性が求められることになるが、そのために必要である機体構造とシステムの信頼性の高さは基本型のAn-32で確証済みであるといえた。未舗装飛行場での運用能力が高いこと、狭い空域での急激な上下降が可能であること、主動力機関に加えて補助動力機関を持つこと、高い全天候性能を持つことなど基本型An-32の長所を生かし、An-32Pは同じ目的で開発されたAn-26Pよりもずっと高い性能を発揮する機体となることが期待できた。
An-32Pの操縦装置は、An-32のそれをほぼ踏襲しており、一部モニター類を除きオーソドックスなアナログ式コックピットとなっている。これは、An-32Pと同世代の同規模航空機のグラスコックピットなどと比べると旧式で見劣りするが、すでに完成しているAn-32のシステムを流用することによるコストの削減と容易な信頼性の確保という長所を選択した結果ということができる。
火災のない期間は、An-32Pは飛行場での現地作業で通常の貨物輸送機への装備換えが予定された。輸送任務に適合させるために、機体はAn-32同様尾部へ大型の輸送ハッチと開閉式ランプを装備した。このランプは地上へ降りるもので、タラップとして機能し、あるいは胴体下で移動し、自動車からすばやく貨物を積み込むことを可能とした。また、物資や人員のパラシュート降下の便宜上もこのランプは有効であった。積載装備は3tまでで、ランプは物資のパラシュート投下のプラットフォームの役目を果たすものとされた。

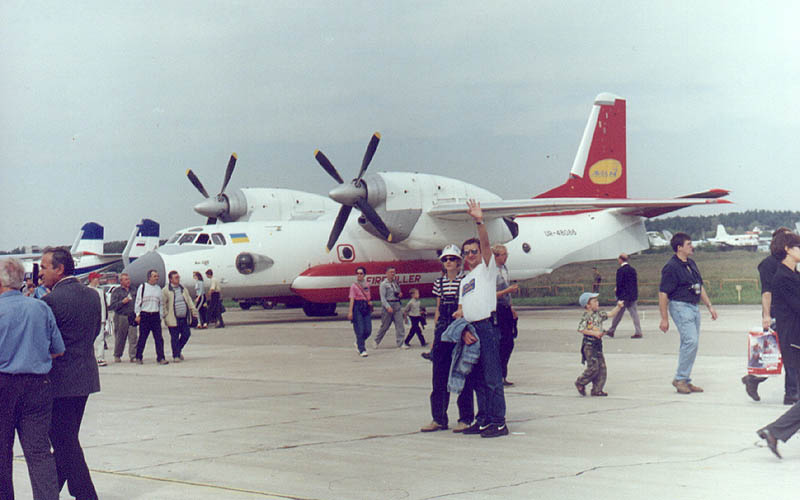
1999年にモスクワで公開されたAn-32P

1995年3月10日、航空監督局国際航空委員会（Авиарегистр Межгосударственного авиационного комитета）は、特殊限定用途のカテゴリーとしてAn-32Pに対し型式証明を発行した。この証明書により機体の販売が可能となり、追加の試験や証明書の書き換えなしで独立国家共同体諸国への運用ができるようになった。量産機の生産がキエフ航空機工場 アヴィアーント（Київський державний авіаційний завод «АВІАНТ»）で始められている。試験的に実用化された2機のAn-32Pは、1993年10月にヤルタ郊外の山林火災の鎮火に使用された。山地で100回程度の飛行をこなしたこの火災による経験から、An-32Pの高い効果が確認された。
その後、An-32Pは長らく販売活動を行っており、多くの機会に会場展示されてきている。近年では、2006年6月にウクライナのキエフ・ホストーメリ空港（キエフ・アントーノフ空港）で行われたアヴィアスヴィートXXI（АВІАСВІТ XXI：「航空世界21」）で展示飛行や空中散水のデモを実施した。
最初の購入国となったのはリビアで、2005年に4機が販売された。この際には、アヴィアーントとアントーノウからそれぞれ2機ずつが提供された。これらの機体は、2006年にリビアン・アラブ・エア・カーゴの運用機体が初めて大々的に一般に公開された際に展示された。また、2007年11月26日には、ウクライナ非常事態問題・チョルノーブィリ事故結果住民防衛省は2008年に設置するヨーロッパ最大級の火災消火・救助部隊の中核をなす機体としてAn-32Pを導入することを発表した。これによれば、同省は2008年初頭に4機のAn-32Pをアヴィアーントより購入し、10数機の改修型Mi-8とロシアより購入する4機のKa-32でこれを補う予定である。完成したAn-32Pは、航空隊のあるニージンの基地に順次配備される予定である。2008年2月には1機目の同省向けAn-32P（36-08号機、機体番号31）がアヴィアーントで試験を終え、公開された。同省が受領した最初のAn-32Pである機体番号31は、2月19日にニージン基地に到着した。なお、この機体は灰色地に空色と黄色（ウクライナのナショナルカラー）のラインを入れた同省の保有機に用いられているスタンダードカラーではなく、デモ機同様の白地に赤の塗り分けを施したアヴィアーント・カラーのまま採用されている。

## 派生型
An-32（Ан-32アーン・トルィーッツャヂ・ドヴァー）
基本型の軍用多目的輸送機型。
An-32B（Ан-32Бアーン・トルィーッツャヂ・ドヴァー・ベー）
民間向けの派生型となった商用輸送機型。
An-32B-100（Ан-32Б-100アーン・トルィーッツャヂ・ドヴァー・ベー・ストー）
An-32Bの改良型。エンジンをAI-20D シリーズ5M（АИ-20Д серия 5М）に換装され、離陸重量が28.5tに、商用積載量は7.5tに向上された。また、緊急時におけるエンジン制御装置の改良もなされた。AI-20D 5Mは、オーバーホール（分解修理）に関して、最初の修理までと中間修理までとが4,000時間、定期修理まで20,000時間とされた。
An-32V-100（Ан-32В-100アーン・トルィーッツャヂ・ドヴァー・ヴェー・ストー）
An-32B-100の発展型。
An-32V-200（Ан-32В-200アーン・トルィーッツャヂ・ドヴァー・ヴェー・ドヴィースチ）
An-32の近代化派生型として提案された機体。An-32B-100に対し、電波電子装備用のCollins データ・コンプレクスを扱う第二の乗員用近代化キャビンの設置、空挺部隊員搭載能力の拡充、航続距離3,200kmまでの飛行を可能ならしめる補充用機外胴体着脱式軽燃料タンク（3,000ℓ）の装備、技術上のシステムの改善という点で改良されている。
An-32P（Ан-32Пアーン・トルィーッツャヂ・ドヴァー・ペー）
8tの消化剤を搭載することのできる空中消火用航空機。
サトレジ（Sutlej）
インドでのAn-32の名称。同国においてライセンス生産された。

## スペック

### An-32
- 初飛行：1982年
- 翼幅：29.20m
- 全長：23.68m
- 全高：8.75m
- 翼面積：74.98m2
- 空虚重量：16.8t
- 最大離陸重量：27t
- 機内燃料搭載量：5.445t

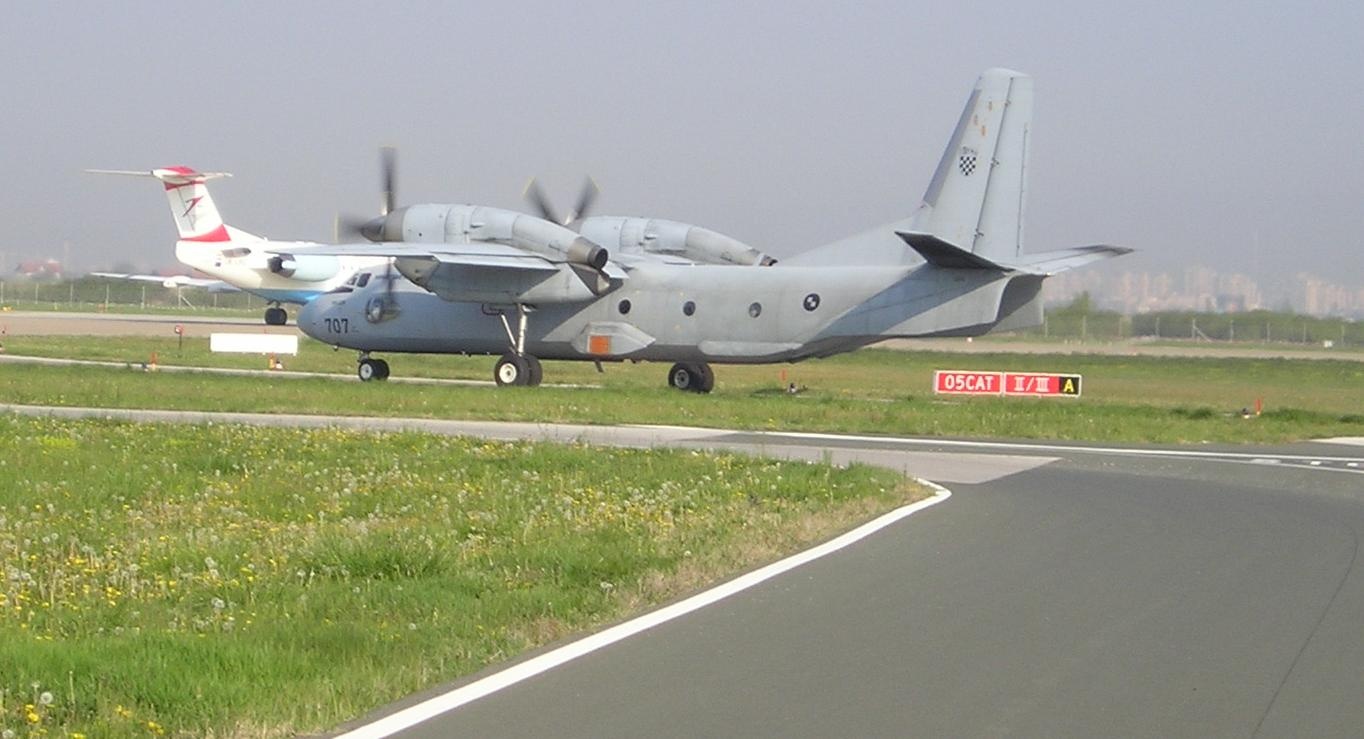
クロアチア空軍及び防空軍のAn-32B

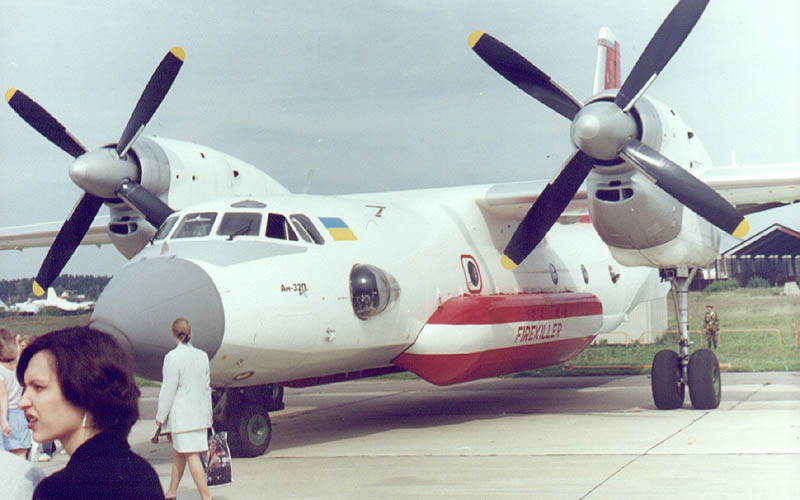
1999年にモスクワで公開されたAn-32P

- 発動機：イーフチェンコ＝プロフレース設計局（ОКБ Ивченко）製AI-20D シリーズ5（АИ-20Д Серия 5）ターボプロップエンジン×2、またはAI-20M（АИ-20М）ターボプロップエンジン×2
- 出力：5,110馬力×2（AI-20D）、5,180馬力×2（AI-20M）
- 最高速度：540km/h
- 巡航速度：460-530km/h
- 最大航続距離：2,160km
- 実用航続距離：800-1,200m
- 実用飛行上限高度：9,400m
- 乗員：3-4名
- 積載：兵員50名、またはパラシュート降下要員42名、または担架×24 および同行員1名、または6.7tまでの積載物

### An-32P
- 初飛行：1992年
- 翼幅：29.20m
- 全長：23.78m
- 全高：8.75m
- 翼面積：74.98m2
- 空虚重量：16.8t
- 最大離陸重量：27t
- 機内燃料搭載量：5.445t
- 発動機：イーフチェンコ＝プロフレース社（ГП Ивченко-Прогресс）製AI-20M（АИ-20М）ターボプロップエンジン×2
- 出力：5,180馬力×2
- 最高速度：530km/h
- 巡航速度：500km/h
- 最大航続距離：2,520km
- 行動半径：300m
- 実用飛行上限高度：9,400m
- 乗員：8名
- 積載：消化剤8t

## 主な運用国

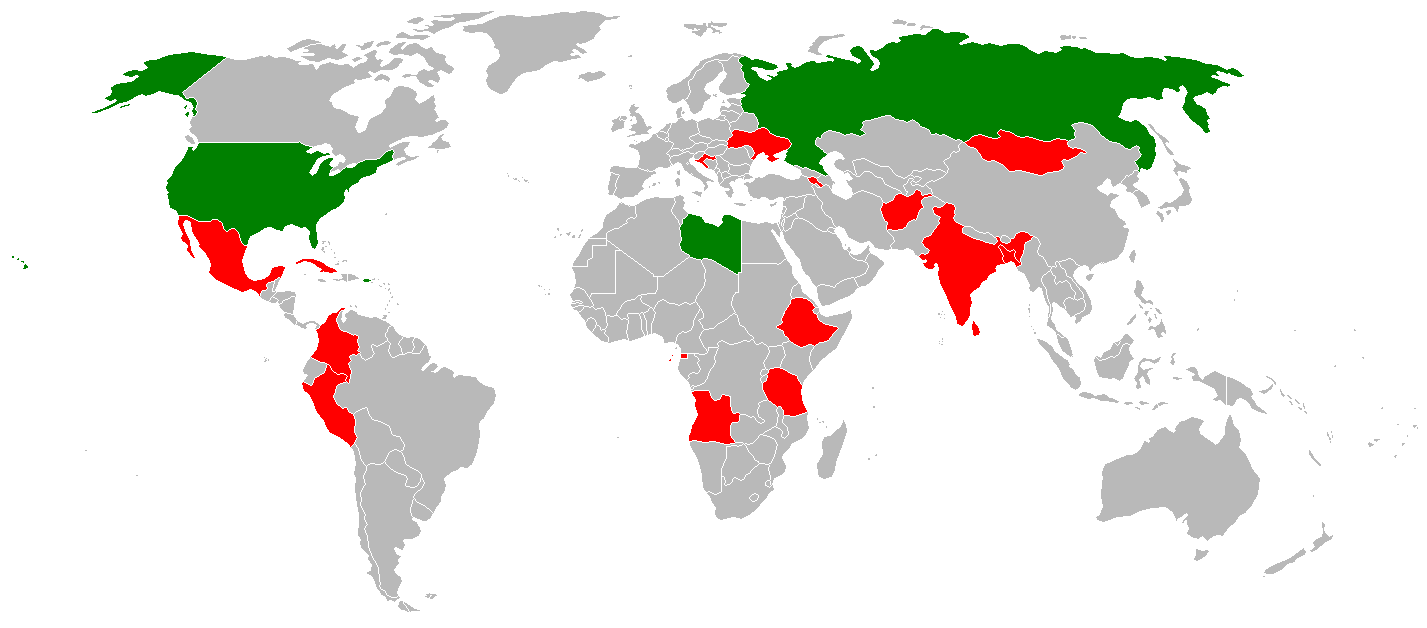
運用国

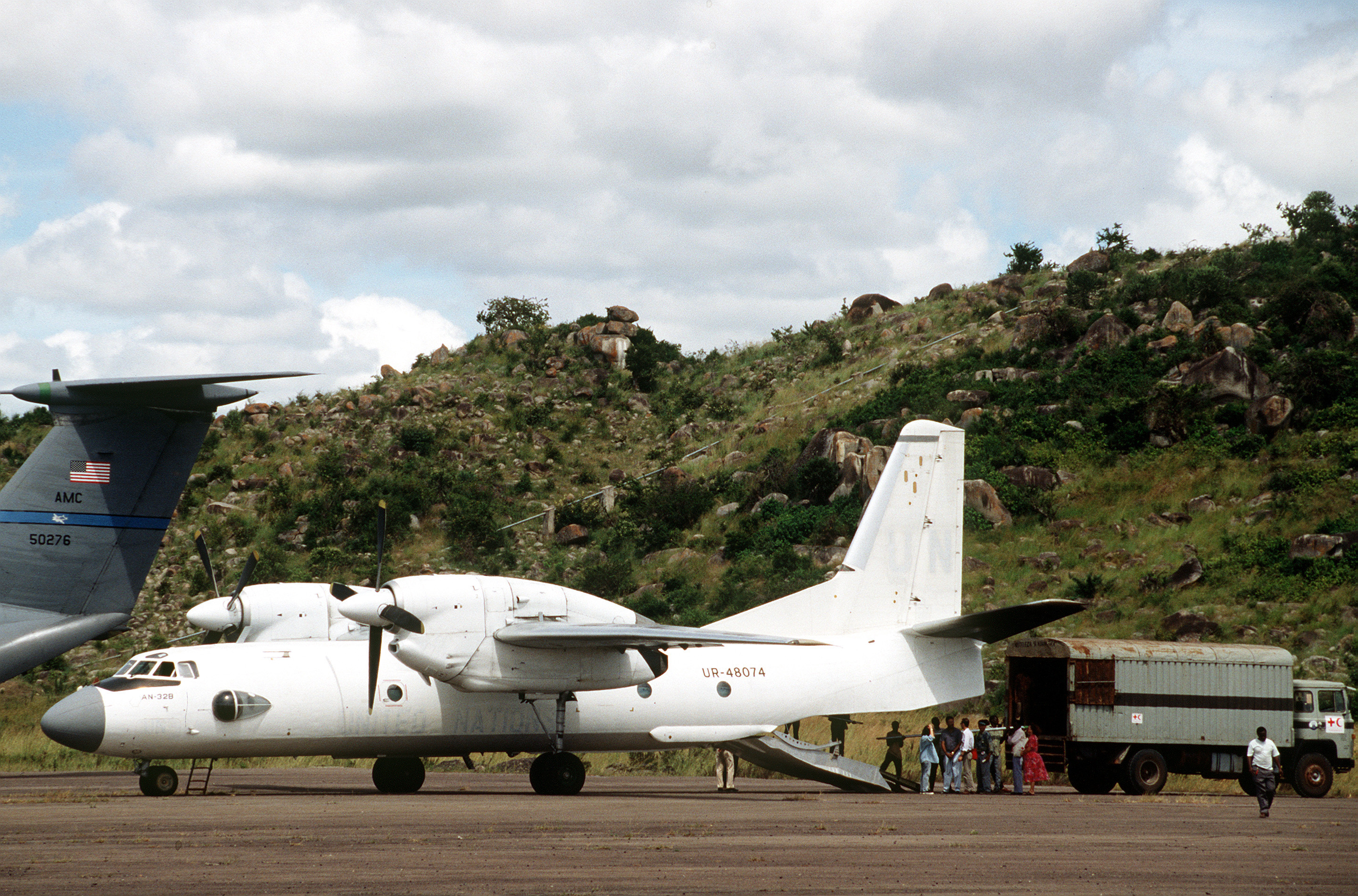
国際連合のAn-32B（ウクライナ国籍）

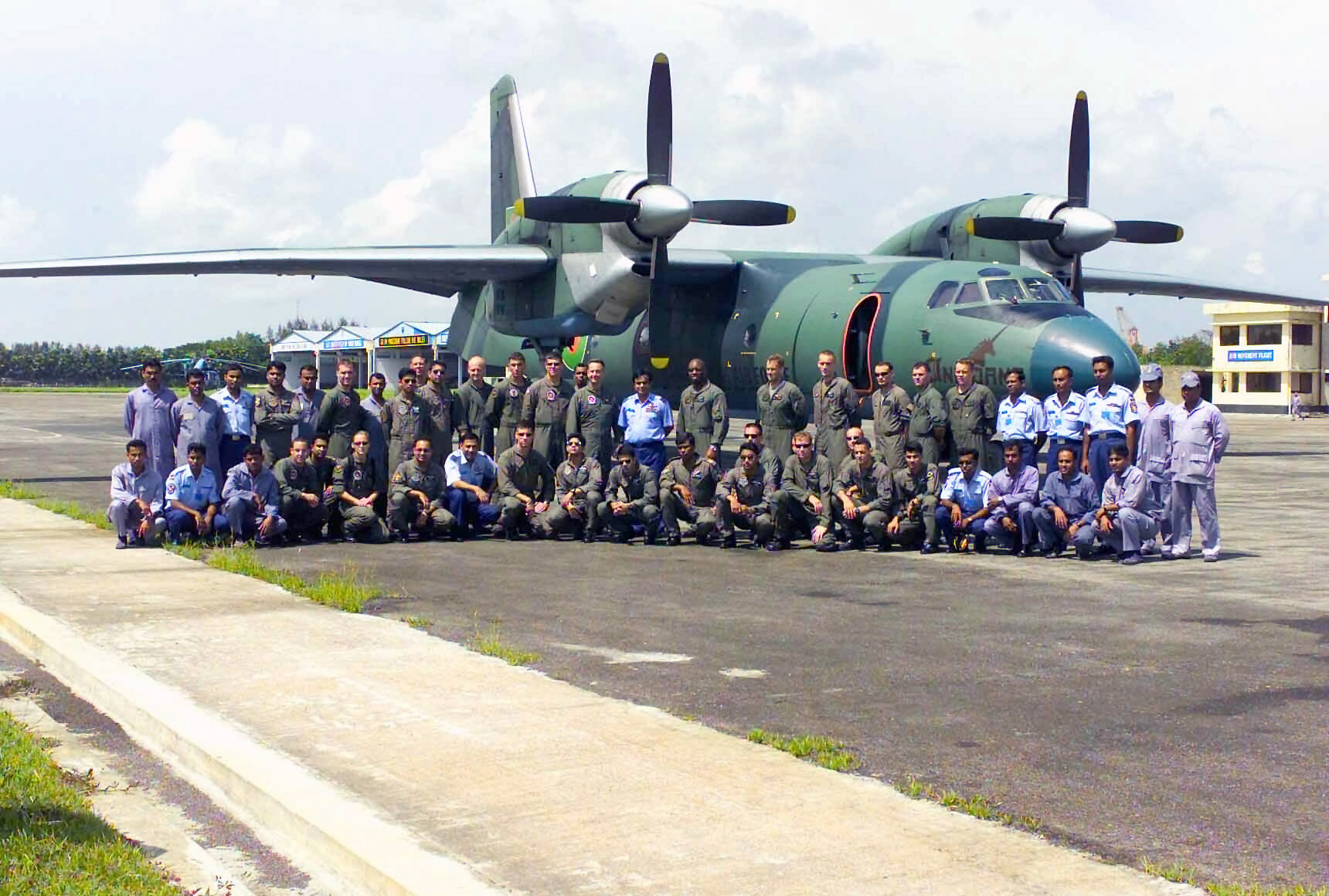
バングラデシュ空軍のAn-32B（サトレジ）

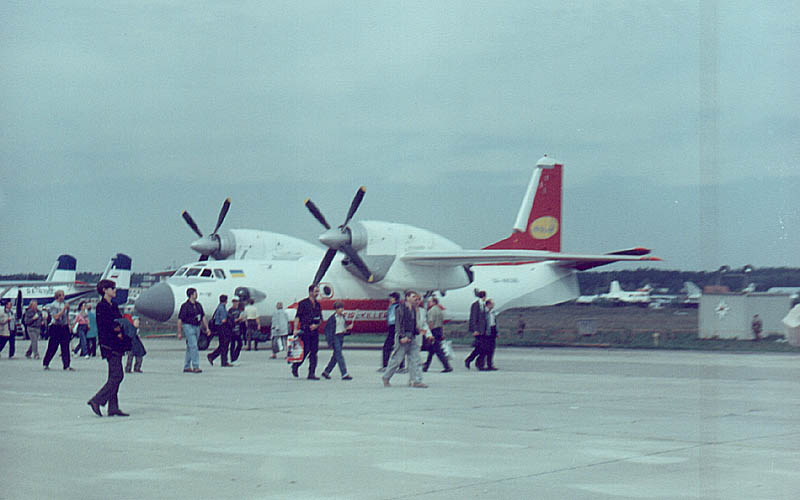
アヴィアーントの保有したAn-32P

※民間は除き、軍隊など国家での運用のみ記載。また、特記のないものはウクライナ製。
 ソ連
空軍
 ウクライナ
非常事態省
 ロシア連邦
空軍
 アルメニア
空軍
 グルジア
空軍
 カザフスタン
防空軍
 クロアチア
空軍及び防空軍
 アメリカ合衆国
空軍
 メキシコ
空軍
海軍
 キューバ
空軍
 ペルー
空軍
陸軍
 コロンビア
陸軍 - 2024年時点で、2機のAn-32Bを保有。
 アフガニスタン
空軍
 インド
空軍 - インド製。2024年時点で、47機のAn-32、55機のAn-32REを保有。
 モンゴル
空軍
 バングラデシュ
空軍 - インド製
 スリランカ
空軍
 エチオピア
空軍
 赤道ギニア
空軍
 アンゴラ
空軍
 タンザニア
空軍
 リビア
空軍